# Peter Parler
Peter Parler (1333 - 13 de julho de 1399) foi um arquiteto e escultor alemão-boêmio da família Parler de mestres construtores.
Junto com seu pai, Heinrich Parler, ele é um dos artesãos mais proeminentes e influentes da Idade Média. Nascido e aprendiz na cidade de Schwäbisch Gmünd, Pedro trabalhou em vários importantes canteiros de obras medievais, incluindo Estrasburgo, Colônia e Nuremberg. Depois de 1356 viveu em Praga, capital do Reino da Boêmia e sede do Sacro Império Romano-Germânico, onde criou suas obras mais famosas: a Catedral de São Vito e a Ponte Carlos.